# Conseil national de la Résistance
Pour les articles homonymes, voir CNR.
Le Conseil national de la Résistance (CNR), constitué le 27 mai 1943, est l'organisme qui dirige et coordonne les différents mouvements de la Résistance intérieure française pendant la Seconde Guerre mondiale, toutes tendances politiques comprises.
Composé de représentants des mouvements de résistances, des syndicats et de partis politiques opposés au gouvernement de Vichy, il est mis en place par Jean Moulin à la demande du général de Gaulle, alors chef du gouvernement de la France libre à Londres. Sa première réunion clandestine se tient le 27 mai 1943 dans un appartement à Paris, sous la présidence de Jean Moulin.
Son programme, adopté en mars 1944, prévoit un « plan d'action immédiat » (c'est-à-dire des actions de résistance), mais aussi des « mesures à appliquer dès la libération du territoire », une liste de réformes sociales et économiques.

## Le contexte et la mission de Jean Moulin
Au début de l'année 1943, des conflits et des rivalités de personnes ainsi que des divergences politiques au sein de différents mouvements de résistance risquent de diviser la Résistance, aussi l'idée de constituer un organisme qui réunirait les forces syndicales et les mouvements politiques aux côtés des mouvements de Résistance circule dès août 1942 lors d'une réunion de militants syndicalistes organisée à Toulouse par le Mouvement ouvrier français de Morandat.
Jean Moulin, d'abord peu favorable à l'idée qui lui avait été soumise (craignant que cela limite ses attributions), reproche à Morandat d'avoir envoyé un rapport dans ce sens à Londres, mais constatant que plusieurs dirigeants reprennent le projet à leur compte, il décide de le proposer au général de Gaulle.
Ce projet a aussi pour avantage de cautionner l'action du général de Gaulle et de renforcer et légitimer son autorité aux yeux des Alliés et des Français, de déjouer la tentative américaine de mettre en avant le général Henri Giraud et la tentative de mainmise communiste sur la Résistance intérieure.

## Les premiers pas de Jean Moulin
Dès ses débuts, Moulin conjugue travail de court terme (unification des mouvements de résistance intérieure) et de long terme : dès juin 1942, il installe un « Comité des experts » chargé de penser la synthèse des projets politiques pour l'après-guerre.

## La création du CNR

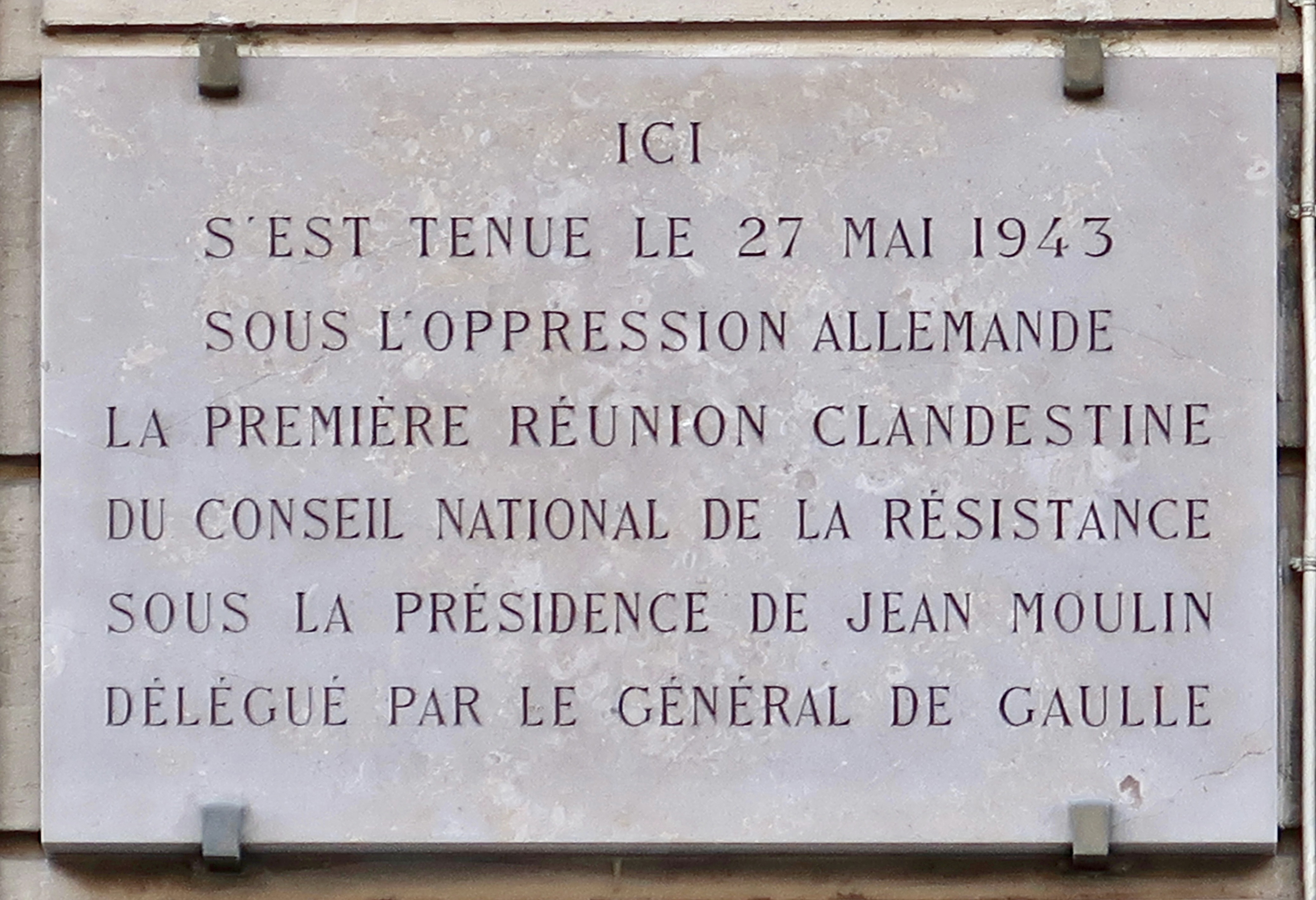
Plaque 48 rue du Four (6e arrondissement de Paris) commémorant la première réunion clandestine du CNR, le 27 mai 1943.

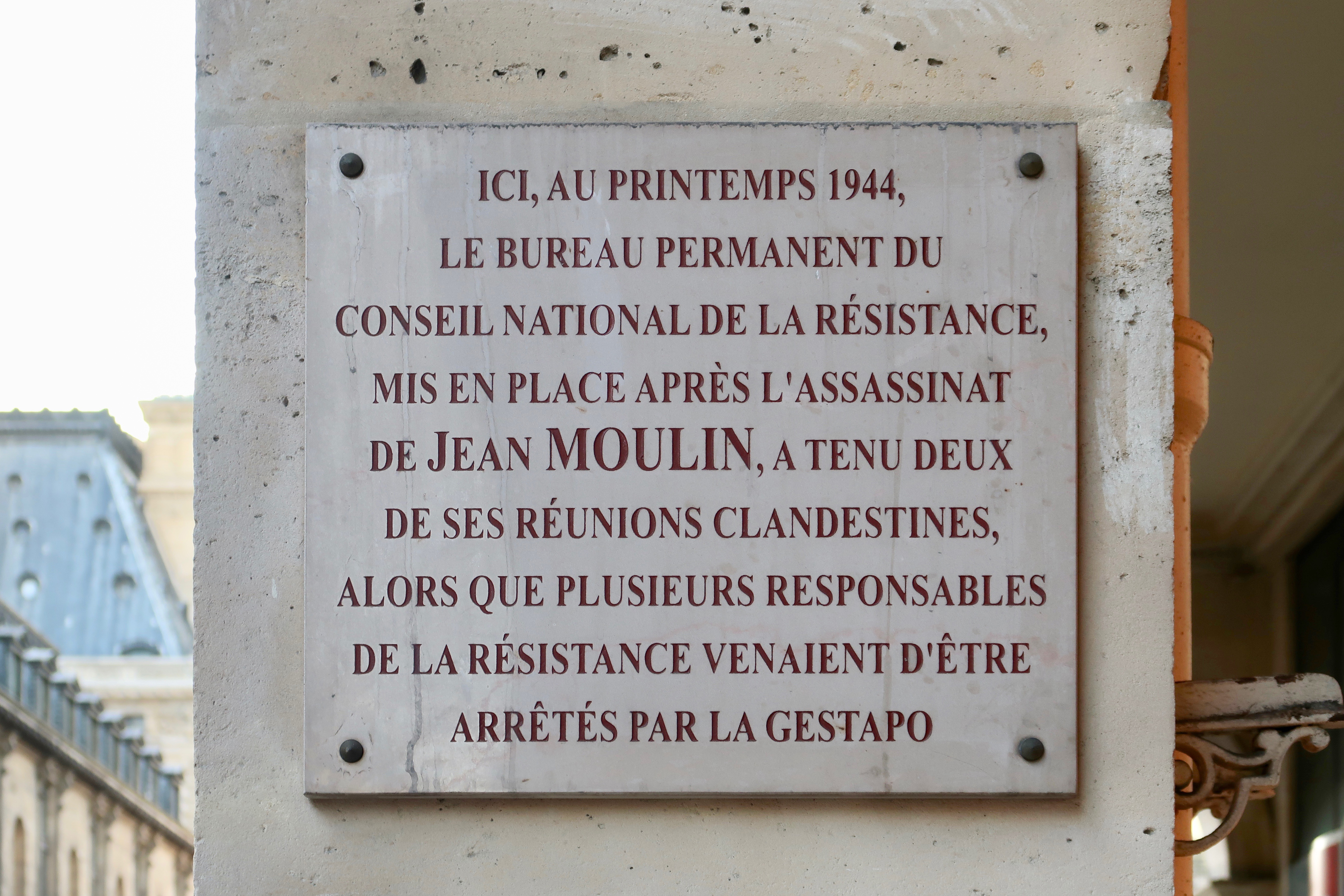
Plaque 182 rue de Rivoli (1er arrondissement de Paris) commémorant deux réunions clandestines du CNR au printemps 1944, après l'assassinat de Jean Moulin.

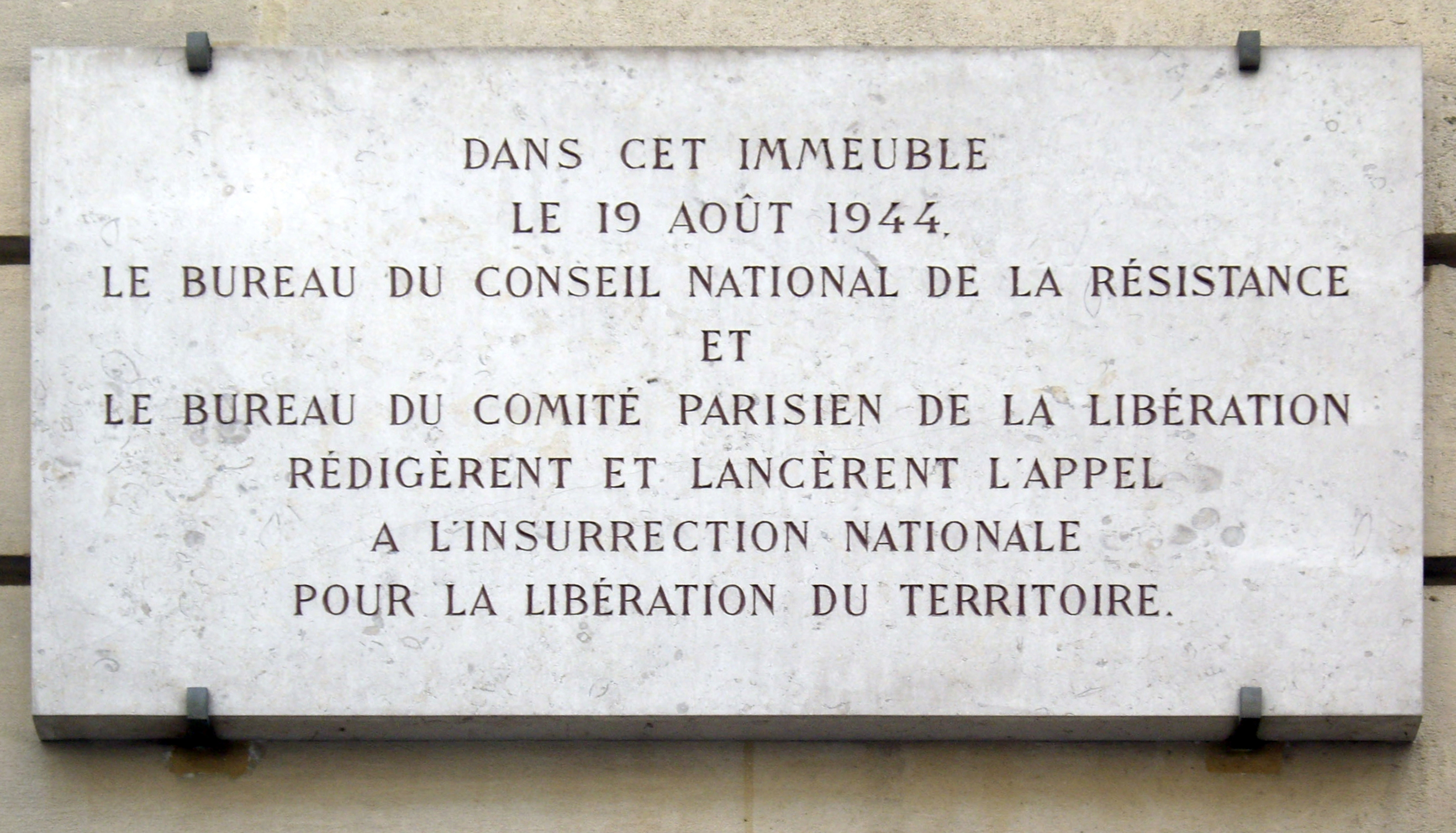
Plaque 41 rue de Bellechasse (7e arrondissement de Paris) concernant l'appel à l'insurrection nationale du 19 août 1944.

Le tour de force qu'est l'unification se produit dix sept mois plus tard, le 27 mai 1943, lors de la première réunion du CNR qui se tient à Paris dans l'appartement de René Corbin, au premier étage du 48 rue du Four. Un odonyme rappelle cet événement : « Avenue du 27-Mai-1943 » à Elne dans les Pyrénées-Orientales, à l'initiative d'historiens et politiques locaux.

Cette réunion aura une importance politique considérable, ainsi que l'expose Robert Chambeiron : 
« en métropole, avant le 27 mai, il y avait des résistances ; après, il y a la Résistance. […] les Américains ne peuvent plus douter de la légitimité de De Gaulle. La France devient un pays allié à part entière et, à ce titre, sera présente lors de la capitulation des armées nazies, le 8 mai 1945. D’autre part, les Alliés doivent abandonner leur projet d’administrer eux-mêmes la France au fur et à mesure de sa libération. Et, parce qu’il y a eu le CNR et de Gaulle, la France sera, lors de la création de l’Organisation des Nations unies, l’une des cinq grandes puissances à occuper un siège permanent au sein du Conseil de sécurité. »
Outre Jean Moulin et ses deux collaborateurs, Pierre Meunier et Robert Chambeiron, participent à la réunion constitutive du 27 mai 1943 et deviennent membres du CNR[citation nécessaire] :
- les représentants des huit grands mouvements de résistance :
  - Pierre Villon du Front national de la résistance créé par le Parti communiste français[5],
  - Roger Coquoin pour Ceux de la Libération,
  - Jacques Lecompte-Boinet pour Ceux de la Résistance,
  - Charles Laurent pour Libération-Nord,
  - Pascal Copeau pour Libération-Sud,
  - Jacques-Henri Simon pour Organisation civile et militaire,
  - Ginette Cros pour le Front patriotique de la Jeunesse[6],
  - Claude Bourdet pour Combat,
  - Eugène Claudius-Petit pour Franc-Tireur ;

- les représentants des deux grands syndicats d'avant-guerre, reconstitués dans la clandestinité :
  - Louis Saillant pour la CGT,
  - Gaston Tessier pour la CFTC ;

- et les représentants des six principaux partis politiques de la Troisième République :
  - André Mercier pour le PCF (extrême gauche communiste),
  - André Le Troquer pour la SFIO (gauche socialiste),
  - Marc Rucart pour le Parti Radical (centre gauche / radicalisme),
  - Georges Bidault pour le Parti démocrate populaire (centre droit / démocratie chrétienne),
  - Joseph Laniel pour l’Alliance démocratique (droite modérée et laïque),
  - Jacques Debû-Bridel pour la Fédération républicaine (droite conservatrice et catholique).

Jean Moulin devient le premier président du CNR.

## Après Jean Moulin
À peine quelques jours après la création du CNR, Jean Moulin est dénoncé et capturé à Caluire par les SS. Il est torturé pendant trois jours par Klaus Barbie et meurt le 8 juillet 1943 pendant son transfert vers l'Allemagne, sans avoir rien révélé à ses tortionnaires. Son mutisme empêche les nazis de démanteler le CNR, lequel décide cependant par sécurité de mettre fin aux séances plénières. Il constitue alors un bureau exécutif de cinq membres, chaque membre représentant son propre courant et deux autres courants, sous la direction d'Émile Bollaert, délégué général depuis le 1er septembre 1943, et de Georges Bidault, nouveau président depuis le 21 juin 1943. Le CNR charge un Comité général d'étude de prendre la suite du Comité d'experts créé par Jean Moulin et de préparer une plate-forme politique pour la France d'après la Libération.
En novembre 1943 à Alger, le général de Gaulle entérine les points essentiels du Rapport Courtin élaborés au sein du « Comité général d'étude » et adoptés par l'« Assemblée consultative », points qui deviendront le noyau du programme du Conseil national de la Résistance appliqué à la Libération :
- « plan complet de sécurité sociale » c'est-à-dire une Sécurité sociale pour tous prévoyant remboursements des frais médicaux et indemnités de chômage ;
- retraites étendues à toutes les catégories de salariés (les commerçants en resteront exclus) ;
- « retour à la nation » des grandes entreprises exploitées par l'occupant, en particulier Renault, la SNCF, Air France, de grandes banques, sans pour autant rompre avec le capitalisme (compromis majeur avec le programme du PCF qui cédait ainsi, au moins provisoirement, sur un principe) ;
- subvention d'un programme culturel ;
- indépendance de la presse vis-à-vis des capitaux des grandes industries ;
- etc.

Émile Bollaert, ayant été arrêté le 3 février 1944, est remplacé en mars 1944 par Alexandre Parodi.
Le 11 septembre 1944, Louis Saillant succède à Georges Bidault à la tête du CNR.
Au cours de l'existence du CNR, les membres suivants seront remplacés, :
- appelé à la présidence du CNR : Georges Bidault (PDP) par André Colin ;
- appelés à siéger à l'assemblée d'Alger : Eugène Claudius-Petit (FT) par Jean-Pierre Lévy, Charles Laurent (LN) par Henri Ribière, André Mercier (PCF) par Auguste Gillot, André Le Troquer (SFIO) par Daniel Mayer et Marc Rucart (radical) par Paul Bastid ;
- arrêté : Jean-Pierre Lévy (FT) par Antoine Avinin ;
- fusillé : Roger Coquoin (CDLL) par André Mutter ;
- déportés : Claude Bourdet (Combat) par Marcel Degliame, Jacques-Henri Simon (OCM) par Maxime Blocq-Mascart ;
- remplacement occasionnel en cas d'indisponibilité : Pascal Copeau (LS) par Pierre Hervé.

## Programme politique
Adopté le 15 mars 1944 après plusieurs mois de négociations, le programme du Conseil national de la Résistance est très empreint de rénovation sociale et suit des principes communistes (économie planifiée), notamment sous l'impulsion de Pierre Villon, représentant le Front national français de lutte pour la libération et l'indépendance de la France. Ce document comprend deux parties, un « plan d'action immédiate » qui concerne l'action de la Résistance intérieure française à mener dans l'immédiat dans la perspective de la Libération et les « mesures à appliquer dès la Libération du territoire », sorte de programme de gouvernement qui comprend à la fois des mesures visant à réduire la mainmise des collaborationnistes sur le pays et des mesures à beaucoup plus long terme comme le rétablissement du suffrage universel, les nationalisations ou la sécurité sociale.
Parmi les mesures appliquées à la Libération, citons la nationalisation de l'énergie (création d’Électricité de France en 1946), des assurances (AGF en 1945) et des banques (Crédit lyonnais en 1945, Société générale en 1946), la création du régime général de la Sécurité sociale. Ces actions ont constitué jusqu'à aujourd'hui une grande partie des acquis sociaux de la seconde partie du XXe siècle[réf. nécessaire].
Dans les premiers mois de la Libération, onze des Comités départementaux de la Libération (institutions provisoires mises en place pour remplacer l'administration départementale vichyste) ne veulent pas être remplacés devant la nouvelle administration préfectorale, nommée par le Gouvernement provisoire. Souhaitant appliquer le programme du CNR, ces institutions composées de résistants finissent par s'effacer lors des premières élections, les Français souhaitant dans l'ensemble un retour aux structures habituelles (centralisme, conseils généraux)[réf. nécessaire]. À partir de 1946-1947, plus aucun Comité départemental de la Libération n'a de rôle effectif[réf. nécessaire].

## Postérité
- En 1962, dans le contexte de la guerre d'Algérie, Georges Bidault, ancien président du Conseil National de la Résistance de 1943 et partisan de l'Algérie française, cofonde une organisation du même nom. Ce nouveau Conseil national de la Résistance « perpétue le combat de l'Organisation armée secrète » selon l'historienne Sylvie Thénault[12]. Le choix du nom « CNR » manifeste la volonté des fondateurs de se présenter comme les héritiers de la Résistance française contre le IIIe Reich lors de la Seconde Guerre mondiale[13]. Plusieurs analystes critiquent l'amalgame pratiqué par les fondateurs du CNR de 1962[14], amalgame qui suggère une équivalence possible entre l'Algérie et l'Alsace-Lorraine (territoire français perdu après la défaite durant la guerre franco-allemande de 1870), ainsi qu'une identification du général de Gaulle à Adolf Hitler[13]. Au moment de la naissance de l’OAS, en février 1961, Georges Bidault avait présenté de fait cette organisation comme « l’armée de la nouvelle Résistance »[13].
- Depuis 2013, le 27 mai est la date commémorative de la « journée nationale de la Résistance française »[15].

## Présidents
| Portrait                                                       | Identité                      | Période           | Période      | Durée    |
| Portrait                                                       | Identité                      | Début             | Fin          | Durée    |
| -------------------------------------------------------------- | ----------------------------- | ----------------- | ------------ | -------- |
| Portrait de Jean Moulin en 1937 par le studio Harcourt.        | Jean Moulin (1899 - 1943)     | 27 mai 1943       | 21 juin 1943 | 25 jours |
| Georges Bidault                                                | Georges Bidault (1899 - 1983) | 21 juin 1943      | 1944         | 1 an     |
| Portrait publié dans le journal L'Humanité du 4 novembre 1944. | Louis Saillant (1910 - 1974)  | 11 septembre 1944 |              |          |

### Ressource radiophonique
- Thomas Legrand, « Le CNR, un mythe français » [audio], émission En quête de politique (47 min), France Inter, 1er octobre 2022.